# Carnosauria
Carnosauria (lat.: Fleisch-Echsen) bezeichnet eine Gruppe der Theropoda in der Dinosauria-Systematik.
Der Begriff wurde ursprünglich von dem deutschen Paläontologen Friedrich von Huene eingeführt, der in dieser Gruppe praktisch alle bis dahin bekannten großen Theropoden sowie einige derzeit zu den Prosauropoden gezählten Dinosaurier vereinte. Lange Zeit wurden die Carnosauria als monophyletische Entwicklungslinie anerkannt und um viele neue Arten von insbesondere großwüchsigen Theropoden erweitert; dafür wurden die Prosauropoden aus den Carnosauriern entfernt. Noch in den 1980er Jahren fanden sich in dieser Gruppe die Familien Megalosauridae, Allosauridae und Tyrannosauridae.
Während man so bis vor einigen Jahren alle großen Fleisch fressenden Dinosaurier den Carnosauria zuordnete, entdeckte man in neuester Zeit immer größere Unterschiede zwischen den einzelnen Vertretern, die eine Neubewertung der Carnosauria nötig machten. So wird die Familie Tyrannosauridae heute zu den Coelurosauria gezählt. Auch die Zusammenfassung der Megalosaurier und Allosauriden (Allosauroidea) in eine monophyletische Gruppe ist umstritten und wird von den meisten Experten nicht akzeptiert. Daher wurde vor kurzem eine neue Definition der Gruppe erstellt, nach der Carnosauria alle jene Theropoden umfasst, die näher mit Allosaurus als mit den Vögeln verwandt sind. Derzeit gehören zu dieser Gruppe somit die Allosauroidea (Allosauridae, Sinraptoridae und Carcharodontosauridae) sowie vermutlich einige basale Gattungen.

## Untere Taxa
Nach Weishampel, Dodson, Osmólska (Hrsg.): The Dinosauria. 2004.
- Carnosauria
  - Lourinhanosaurus
  - Monolophosaurus

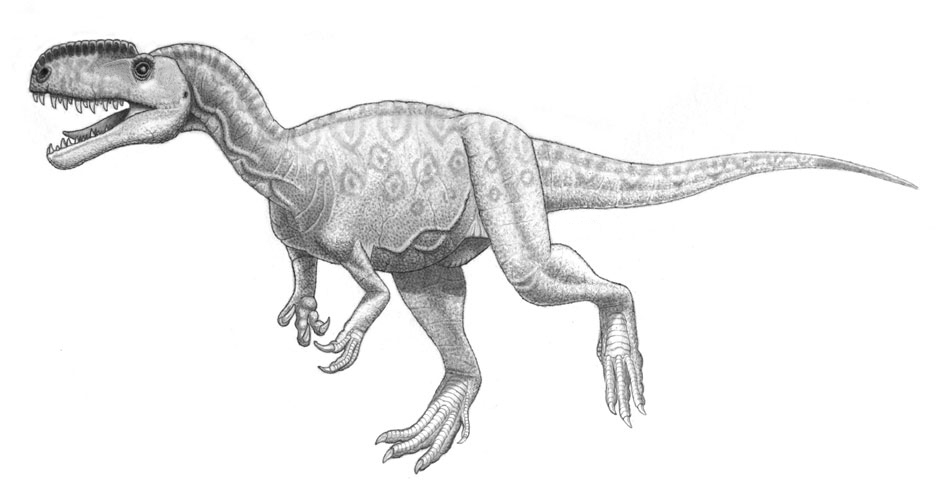
Monolophosaurus

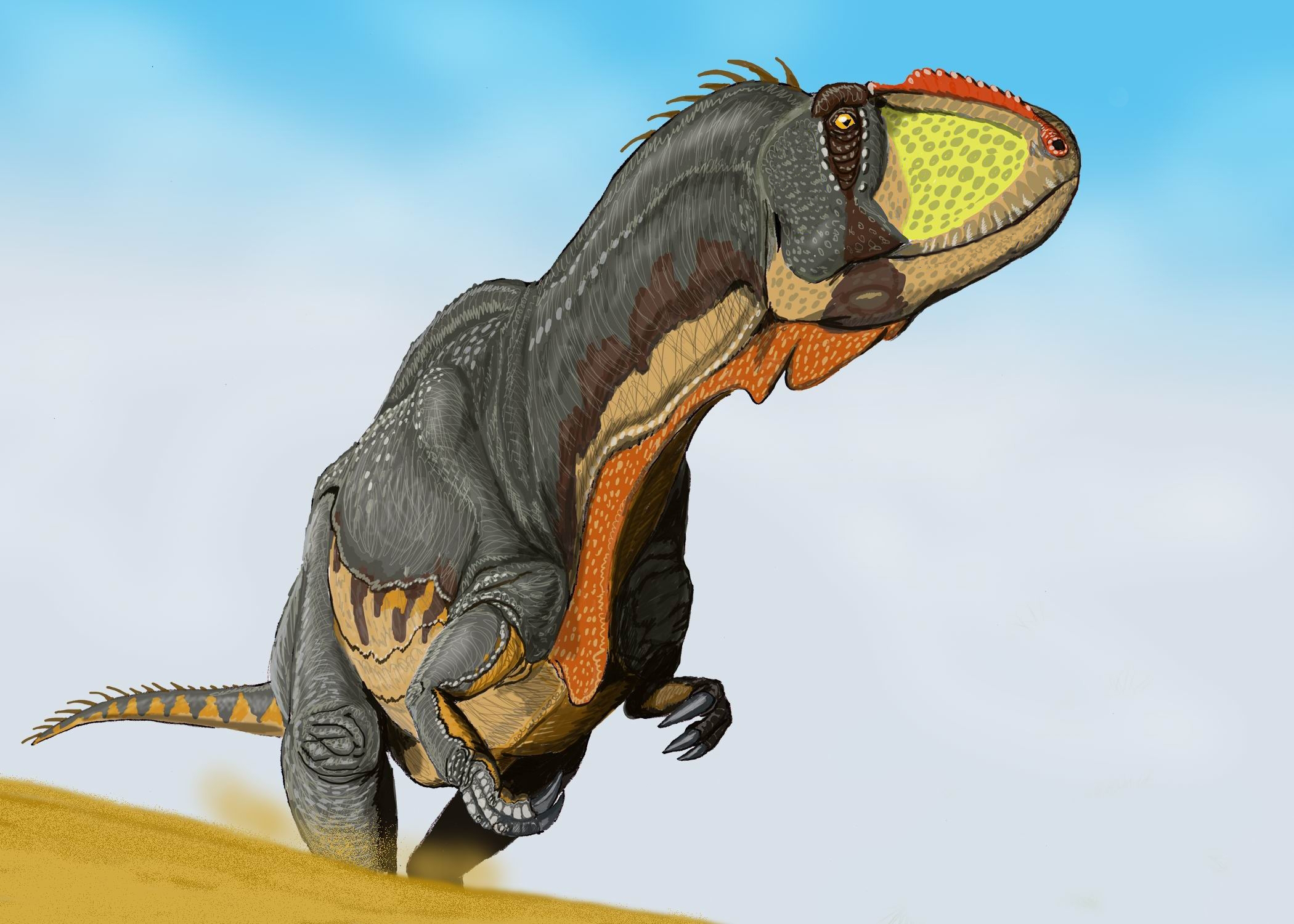
Yangchuanosaurus

  - Cryolophosaurus (gilt mittlerweile als Mitglied der Dilophosauridae[1])
  -  ?Gasosaurus
  - Fukuiraptor
  - Siamotyrannus
  - Allosauroidea
    - Aerosteon[2]
    - Sinraptoridae
      - Sinraptor
      - Yangchuanosaurus

    - Allosauridae
      - Allosaurus
      - Saurophaganax

    - Carcharodontosauridae
      - Acrocanthosaurus
      - Eocarcharia[3]
      - Carcharodontosaurus
      - Giganotosaurus
      - Neovenator
      - Mapusaurus
      - Tyrannotitan